# David Duncan
David Duncan (London (Ontario), 15 juli 1982) is een Canadese freestyleskiër, die is gespecialiseerd op het onderdeel skicross. Hij vertegenwoordigde zijn vaderland op de Olympische Winterspelen 2014 in Sotsji en op de Olympische Winterspelen 2018 in Pyeongchang.

## Carrière
Duncan maakte zijn wereldbekerdebuut in januari 2008 in Les Contamines-Montjoie, een maand later scoorde de Canadees in Deer Valley zijn eerste wereldbekerpunten. In februari 2009 eindigde hij in Branäs voor de eerste maal in de top tien van een wereldbekerwedstrijd. In januari 2010 stond Duncan in St. Johann in Tirol voor de eerste maal in zijn carrière op het podium van een wereldbekerwedstrijd. Tijdens de Winter X Games XIV in Aspen veroverde Duncan de zilveren medaille op het onderdeel skicross. De Canadees kwalificeerde zich voor de Olympische Winterspelen 2010 in Vancouver, maar moest vanwege een blessure verstek laten gaan.
Op de wereldkampioenschappen freestyleskiën 2011 in Deer Valley eindigde Duncan als negentiende op het onderdeel skicross. Tijdens de Winter X Games XVI in Aspen sleepte de Canadees de bronzen medaille in de wacht op het onderdeel skicross. In Voss nam hij deel aan de wereldkampioenschappen freestyleskiën 2013, op dit toernooi eindigde hij op het onderdeel skicross op de negentiende plaats. Op 21 december 2013 boekte Duncan in Innichen zijn eerste wereldbekerzege. Tijdens de Olympische Winterspelen van 2014 in Sotsjie eindigde de Canadees als 26e op het onderdeel skicross.
Op de wereldkampioenschappen freestyleskiën 2017 in de Spaanse Sierra Nevada eindigde Duncan als 26e op de skicross. Tijdens de Olympische Winterspelen van 2018 in Pyeongchang eindigde hij als achtste op de skicross.

## Resultaten

### Olympische Spelen
| Jaar | Plaats      | Resultaten   |
| ---- | ----------- | ------------ |
| 2014 | Sotsji      | 26e Skicross |
| 2018 | Pyeongchang | 8e Skicross  |

### Wereldkampioenschappen
| Jaar | Plaats        | Resultaten   |
| ---- | ------------- | ------------ |
| 2011 | Deer Valley   | 19e Skicross |
| 2013 | Voss          | 19e Skicross |
| 2017 | Sierra Nevada | 26e Skicross |

### Wereldbeker
Eindklasseringen
| Seizoen   | Algm | SX  |
| --------- | ---- | --- |
| 2007/2008 | 124e | 43e |
| 2008/2009 | 105e | 31e |
| 2009/2010 | 40e  | 12e |
| 2010/2011 | 65e  | 20e |
| 2011/2012 | 17e  | 6e  |
| 2012/2013 | 66e  | 16e |
| 2013/2014 | 24e  | 6e  |
| 2014/2015 | 119e | 30e |
| 2015/2016 | 208e | 45e |
| 2016/2017 | 70e  | 13e |
| 2017/2018 | 142e | 30e |

Wereldbekerzeges
| Datum            | Plaats   | Onderdeel |
| ---------------- | -------- | --------- |
| 21 december 2013 | Innichen | Skicross  |
| 22 december 2013 | Innichen | Skicross  |